# Butterflies Are Free
Butterflies Are Free is een Amerikaanse komedie-dramafilm in uit 1972 onder regie van Milton Katselas. De film is gebaseerd op het gelijknamig Broadwaytoneelstuk van Leonard Gershe; Gershe leverde ook het scenario voor de filmbewerking.

## Verhaal
Jill Tanner is een 19-jarige vrije vlinder en levensgenieter die woont in een loft in San Francisco. Op een dag heeft ze het gevoel dat ze wordt bespied door haar buurman en nodigt zichzelf uit voor een kop koffie bij hem. De man in kwestie is de 20-jarige Don Baker, een aspirantsongwriter die blind is geboren en een maand geleden naar de binnenstad van San Francisco is verhuisd om te ontsnappen uit de handen van zijn overbeschermende moeder. Het jonge stel voelt zich al snel tot elkaar aangetrokken en leert elkaar in korte tijd goed kennen.
Onverwachts krijgt Don een bezoek van zijn moeder, die zeer ontevreden is met zijn huidige woonsituatie en geen hoge pet op heeft van Jill. Ze merkt dat Jill een vrije geest heeft en niet van plan is om verantwoordelijkheden te nemen. Ze vreest dat de aspirantactrice het hart van haar zoon zal breken en probeert het tweetal uit elkaar te drijven.

## Rolverdeling
| Acteur              | Personage     |
| ------------------- | ------------- |
| Goldie Hawn         | Jill Tanner   |
| Edward Albert       | Don Baker     |
| Eileen Heckart      | Mevrouw Baker |
| Paul Michael Glaser | Ralph         |
| Michael Warren      | Roy Stratton  |

## Achtergrond
Aanvankelijk wilde George Englund de rechten van het toneelstuk aankopen met plannen voor een verfilming met Eileen Heckart en Keir Dullea in de hoofdrollen; in 1970 werden de rechten echter gekocht door M. J. Frankovich.
In 2002 werd bekendgemaakt dat de film een remake zou krijgen met Rebecca Romijn in de hoofdrol; in 2003 werd berichtmelding gemaakt dat Tori Spelling de hoofdrol op zich zou nemen; uiteindelijk kwam het project niet tot stand.

## Prijzen en nominaties
| Jaar | Prijs                           | Categorie                                       | Genomineerde(n)                        | Uitslag     |
| ---- | ------------------------------- | ----------------------------------------------- | -------------------------------------- | ----------- |
| 1973 | Oscars                          | Beste Vrouwelijke Bijrol                        | Eileen Heckart                         | Gewonnen    |
| 1973 | Oscars                          | Beste Geluid                                    | Arthur Piantadosi en Charles T. Knight | Genomineerd |
| 1973 | Oscars                          | Beste Camerawerk                                | Charles B. Lang                        | Genomineerd |
| 1973 | Golden Globes                   | Meest Veelbelovende Nieuwkomer                  | Edward Albert                          | Gewonnen    |
| 1973 | Golden Globes                   | Beste Film                                      | Butterflies Are Free                   | Genomineerd |
| 1973 | Golden Globes                   | Beste Mannelijke Hoofdrol - Musical/Komedie     | Edward Albert                          | Genomineerd |
| 1973 | Golden Globes                   | Beste Vrouwelijke Hoofdrol - Musical/Komedie    | Goldie Hawn                            | Genomineerd |
| 1973 | Golden Globes                   | Beste Originele Lied                            | Bob Alcivar                            | Genomineerd |
| 1973 | Writers Guild of America Awards | Beste Filmkomedie Gebaseerd op een ander Medium | Leonard Gershe                         | Genomineerd |